# Kayla Braxton
Kayla Becker (Wadley, Alabama, 7 de junio de 1991) es una presentadora deportiva estadounidense. Es conocida por haber trabajado para la empresa WWE, donde se presentó bajo el nombre de Kayla Braxton.

## Primeros años
Becker nació en Wadley, Alabama, el 7 de junio de 1991, siendo hija de una pareja birracial. Cuando tenía nueve años, su madre fue enviada a prisión; posteriormente creció en un hogar temporal. En su adolescencia, participó en concursos de oratoria. Se graduó de la Universidad de Belmont con un título en periodismo televisivo. Durante su tiempo en la universidad, comenzó a crear contenido en línea y tuvo algunos programas de entretenimiento digital que realizó para su escuela y en Nashville, Tennessee. Seis meses después de graduarse, comenzó a presentar su propio segmento de televisión y entretenimiento web en el mercado televisivo de los 20 principales en Orlando, Florida.

## Carrera

### WWE (2016-2024)
En octubre de 2016, firmó un contrato con la empresa de lucha libre profesional WWE, donde se le dio el nombre de Kayla Braxton. Debutó en el episodio del 20 de octubre de 2016 de NXT, realizado en Lakeland, Florida, como presentadora y anunciadora de ring. Apareció en su primer pago por evento como entrevistadora entre bastidores durante Backlash el 21 de mayo de 2017. Mientras trabajaba como locutora de ring en NXT, Braxton apareció en Raw, 205 Live y SmackDown, donde actuaría como locutora de ring y entrevistadora entre bastidores. Dejó NXT de forma permanente el 17 de agosto de 2019 al roster principal y fue reemplazada por Alicia Taylor la semana siguiente. Braxton es actualmente un entrevistador entre bastidores en SmackDown y coanfitrión de The Bump . Desde el 22 de agosto de 2020, ha sido la presentadora de Talking Smack, que en ese momento pasó a llamarse SmackDown LowDown, junto a Paul Heyman. El 22 de junio de 2024, reveló que abandonaría WWE luego del episodio del 28 de junio de SmackDown.

## Vida personal
El 4 de marzo de 2021, anunció que es bisexual.